# Bernd-Erich Vohl

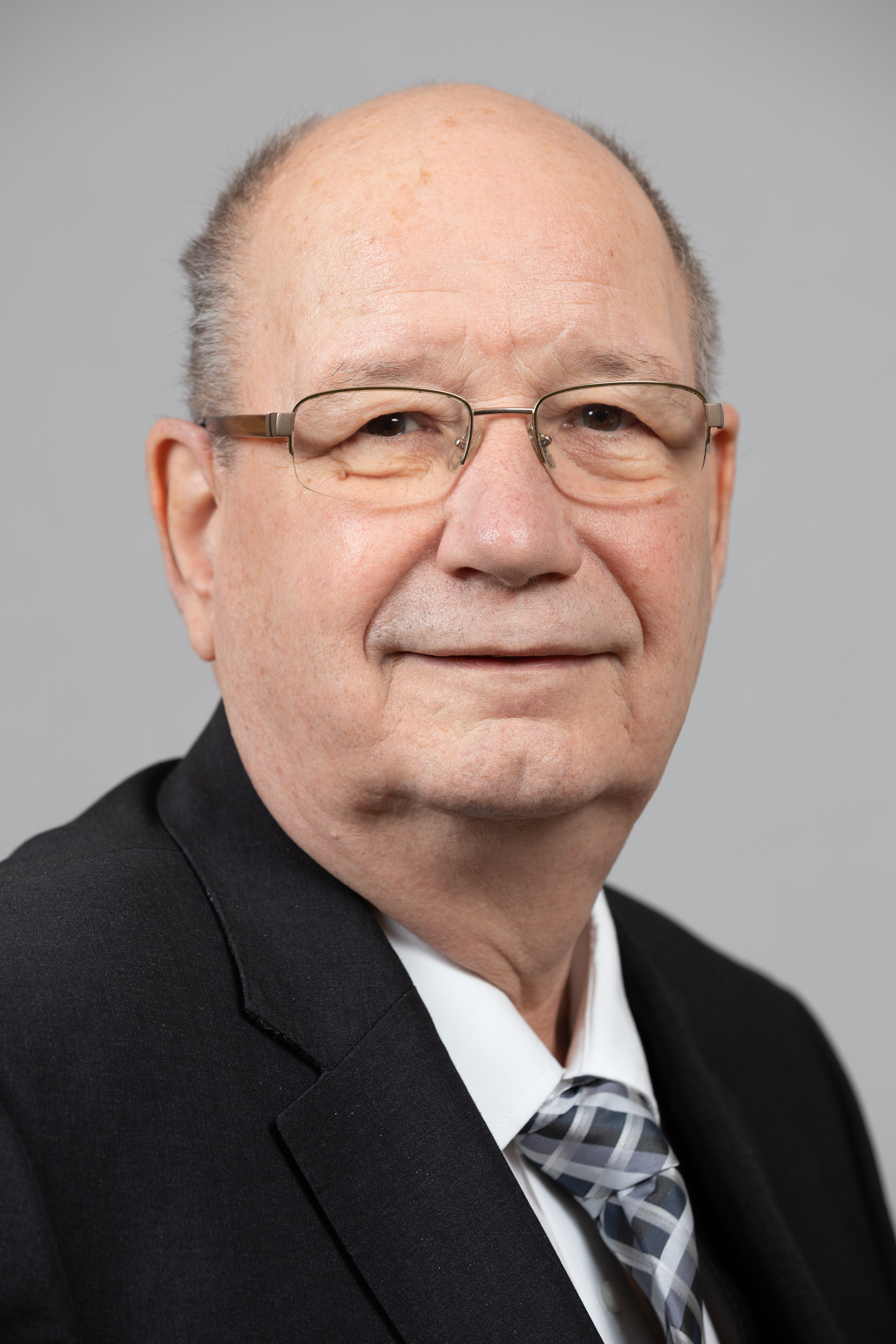
Bernd Vohl, 2019

Bernd-Erich Vohl (* 22. Mai 1950 in Simmern) ist ein deutscher Betriebswirt und Politiker (AfD). Er ist seit 2019 Abgeordneter des Hessischen Landtags und war bei der konstituierenden Sitzung nach der Landtagswahl 2023 Mitte Januar 2024 dessen Alterspräsident.

## Leben
Vohl ist als Betriebswirt in Hessen tätig. Er ist Mitglied der hessischen AfD und deren Schatzmeister. Als Mitglied der Stadtverordnetenversammlung von Neu-Isenburg wurde er im Januar 2018 von seiner Fraktion als Fraktionsvorsitzender abgewählt. Daraufhin traten Vohl und der Stadtverordnete Wolfgang Hufer aus der AfD-Stadtfraktion aus. Bei der hessischen Landtagswahl 2018 kandidierte er auf Listenplatz 18 der AfD. Ihm gelang der Einzug als Abgeordneter in den hessischen Landtag. Bei der Wahl zum Landtagsvizepräsidenten konnte er jedoch dreimal nicht die notwendige Stimmenmehrheit holen, da ihn die Mehrheit der Landtagsabgeordneten aufgrund seiner Äußerungen in Bezug auf Flüchtlinge und den Islam für unwählbar hielten.
Vohl war in der 20. Wahlperiode des hessischen Landtages Sprecher für Gentechnologie und für Petitionen sowie stellvertretender Sprecher für Haushaltspolitik seiner Fraktion. Er war Mitglied des Haushaltsausschusses sowie des Petitionsausschusses des Hessischen Landtags.
Bei der Landtagswahl 2023 zog Vohl erneut über die Liste in den Landtag ein. Er war Alterspräsident des Landtags in der konstituierenden Sitzung des 21. Landtags. Seit Januar 2024 ist er  Vorsitzender des Haushaltsausschusses.
Er war für die AfD im Februar 2022 Mitglied der 17. Bundesversammlung.
Bernd Vohl war bis 2021 Kreisbeigeordneter des Landkreises Offenbach und ist Stadtverordneter der Stadt Neu-Isenburg.
Vohl ist verheiratet und wohnt in Neu-Isenburg.